# 湯山敦紀
湯山 敦紀（ゆやま あつき、2000年5月11日 - ）は、日本の俳優である。モンドラナエンタテインメント所属。

## 出演

### テレビドラマ
- 龍馬伝（2010年1月、NHK大河ドラマ）第1回　少年　役
- オルトロスの犬（2009年7月-9月、TBS）竜崎臣司（少年期）役
- 連続テレビ小説・つばさ（2009年、NHK）大谷翔太（少年期）役

### その他のテレビ番組
- からだであそぼ（2007年 - 2009年3月、NHK教育テレビ）
- なぜ? どうして? がおがおぶーっ!（2008年）
- あさだ!からだ!（2009年3月 -　2010年3月、NHK教育テレビ）
- みいつけた!ガンバリマスオくん（2009年-、NHK教育テレビ）ガンバリマスオくんの声

### 映画
- 僕らの方程式（2008年）
- ハゲタカ（2009年）
- アニと僕の夫婦喧嘩（2009年）

### CM
- クラシエホームプロダクツ「ナイーブ」
- 麒麟麦酒「キリンフリー」
- トヨタ自動車「ポルテ」
- デアゴスティーニ「そうなんだNAVI!」
- 中国電力
- フォルクスワーゲン
- 八木・宇田アンテナ
- パナソニック「ナノイー空気清浄機」
- 日本マクドナルドハッピーセット
- 永谷園「彩りごはん」
- 関西電力
- セイバン「天使のはね」（2009年）
- 積水ハウス
- セガ
- キリンビバレッジ「NUDA」